# Walter Rauscher
Walter Rauscher (Vienna, 8 ottobre 1962) è uno storico austriaco.

## Biografia
Si è laureato all´Università di Vienna in storia nel 1986 e ha finito il dottorato nel 1988. La sua carriera universitaria si è svolta presso diversi enti di ricerca austriaci, in particolare negli ambiti della storia contemporanea e dell´Europa orientale.
Accanto alle pubblicazioni più propriamente accademiche, egli ha rivolto sempre attenzione al tema della divulgazione storica prendendo a modello la scuola storiografica inglese. Per questa ragione alcune delle sue monografie di maggiori successo affrontano grandi temi o personaggi della storia del XIX e XX secolo.   

## Monografie
- Die fragile Großmacht. Die Donaumonarchie und die europäische Staatenwelt 1866–1914. Frankfurt am Main 2014, ISBN  	978-3-653-04523-9
- Hitler und Mussolini. Macht, Krieg und Terror. Regensburg 2001, ISBN 3-7917-1777-4
- Hindenburg. Feldmarschall und Reichspräsident. Wien 1997, ISBN 3-8000-3657-6
- Karl Renner. Ein österreichischer Mythos. Wien 1995, ISBN 3-8000-3558-8
- Zwischen Berlin und St. Petersburg. Die österreichisch-ungarische Außenpolitik unter Gustav Graf Kálnoky 1881–1895. Wien-Köln-Weimar 1993, ISBN 3-205-98138-3

| Controllo di autorità | VIAF (EN) 2581885 · ISNI (EN) 0000 0001 1035 4310 · LCCN (EN) n94007290 · GND (DE) 1058938304 · BNF (FR) cb12527461q (data) · J9U (EN, HE) 987007266972505171 |